# Артуро Реджо
Артуро Реджо (італ. Arturo Reggio; 9 січня 1862, Горіція — 17 липня 1917, Мілан) — італійський шахіст, майстер. П'ятиразовий переможець неофіційних чемпіонатів Італії. Учасник ряду великих міжнародних змагань початку 20 століття.
Професійно почав займатися шахами під час навчання у Грацькому та Віденському технічних університетах. Із 1890 року жив у Мілані. Був членом Міланського шахового клубу (італ. Societá Scacchistica Milanese), вів шахову колонку у журналі «La Bicicletta».

## Турнірні результати
| Рік  | Місто       | Турнір                                     | +   | −  | =   | Результат | Місце |
| ---- | ----------- | ------------------------------------------ | --- | -- | --- | --------- | ----- |
| 1900 | Рим         | 1-й турнір Італійського шахового союзу     |     |    |     |           | Gold  |
| 1901 | Венеція     | 2-й турнір Італійського шахового союзу     |     |    |     |           | Gold  |
|      | Монте-Карло | міжнародний турнір Монако 1901             | 4+1 | 8  | 1   | 4¾ з 13   | 11    |
| 1902 | Монте-Карло | міжнародний турнір Монако 1902             | 2   | 16 | 1+1 | 2½ з 19   | 19    |
| 1903 | Монте-Карло | міжнародний турнір Монако 1903             | 6   | 15 | 3   | 7½ з 26   | 13    |
| 1905 | Флоренція   | 3-й турнір Італійського шахового союзу     |     |    |     |           | Gold  |
|      | Бармен      | міжнародний турнір Бармен 1905             | 6   | 4  | 7   | 9½ з 17   | 7—8   |
|      | Схевеннген  | міжнародний турнір Схевенінген             | 5   | 6  | 2   | 6 з 13    | 8     |
| 1906 | Мілан       | 4-й турнір Італійського шахового союзу     |     |    |     |           | [ 4 ] |
|      | Остенде     | міжнародний турнір Остенде 1906 (1 коло)   | 1   | 6  | 2   | 2 з 9     |       |
| 1911 | Рим         | 5-й турнір Італійського шахового союзу     |     |    |     | 9,5 з ?   | [ 5 ] |
| 1912 | Болонья     | Межрегіональний турнір                     |     |    |     |           | Gold  |
|      | Мілан       | Міський турнір                             |     |    |     |           | Gold  |
| 1913 | Болонья     | 2-й турнір журналу «L'Italia Scacchistica» |     |    |     |           | Gold  |
| 1916 | Мілан       | 1-й національний турнір «Креспі»           |     |    |     |           | Gold  |